# 一乗院 (熊谷市)
一乗院（いちじょういん）は、埼玉県熊谷市上之にある真言宗の寺院である。山号は光明山（こうみょうさん）。

## 歴史
建長4年（1252年）に意教上人の法流を受けた法印栄泉が開山した。弘安5年（1282年）の法印良寛の代に火災で堂宇を焼失したが、その後再建された。天文9年（1540年）に法印円清が高野山から当寺に移ってきて、住僧となった。昔から無本寺で、門末に四十八ケ寺を持って教学に励んでいた。関東では七檀林の一に数えられた仏教の学問所で、慶長9年（1604年）には、徳川家康から寺領三十石の御朱印を拝領した。高野山金剛三昧院にて、三一世長老の良識より円清に伝えられた意教流の聖教（しょうぎょう）が多数あり、後に真言宗智山派の代表的な学問所である関東十一檀林の一つのある基になったと考えられる。昭和7年（1932年）に堂宇を改築、昭和53年（1978年）に鐘楼を建設した。

## 交通アクセス
市道第2北大通線（都市計画道路）北側、熊谷市立成田小学校の南方にある。
- JR高崎線・上越新幹線・秩父鉄道 熊谷駅南口より、グライダー号｜ゆうゆうバス約18分 「源宗寺入口（げんそうじいりぐち）」停留所下車徒歩7分。
- 熊谷駅より徒歩33分。